# Acht Provinzen

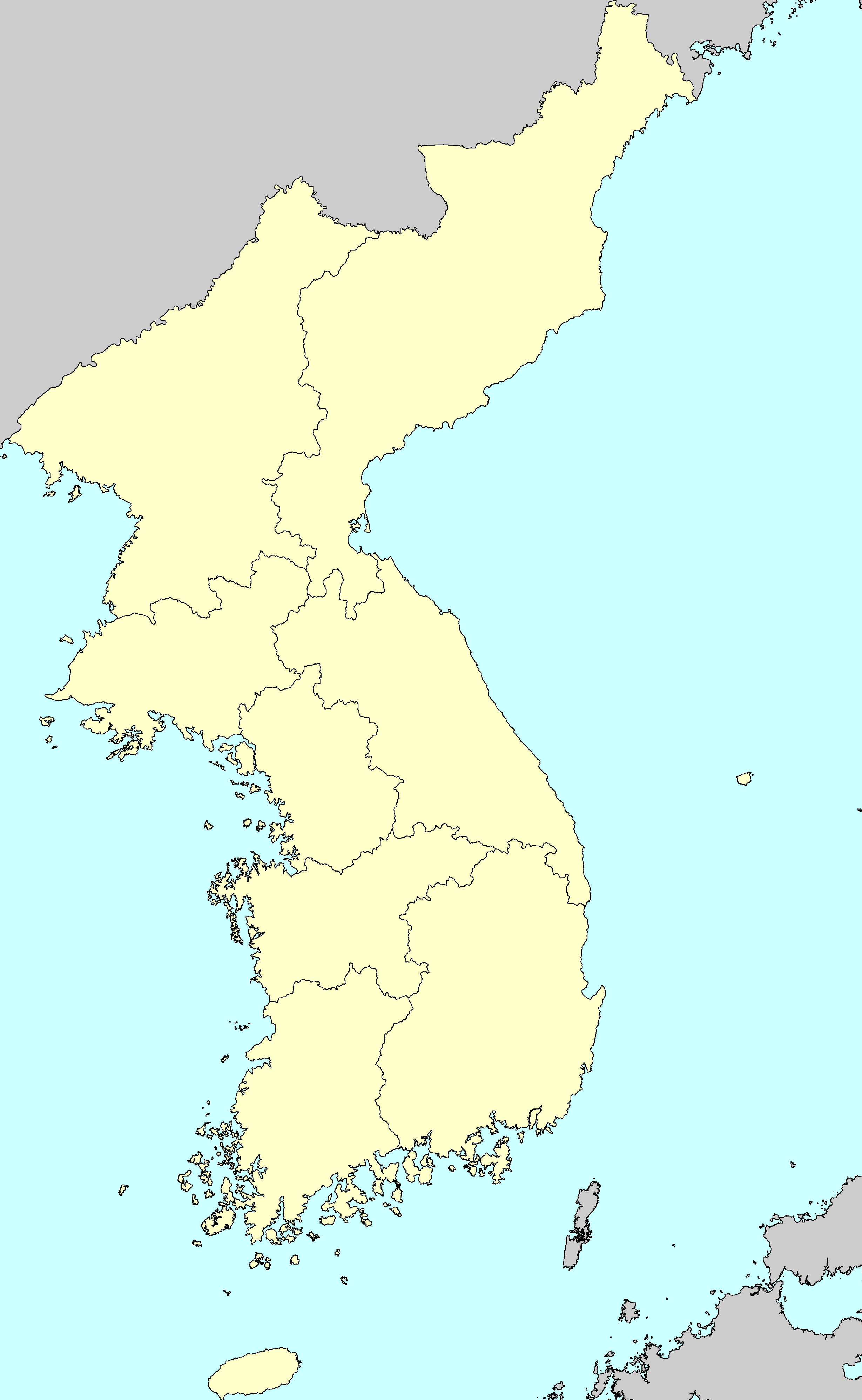
Grenzen der acht historischen Provinzen Koreas

Acht Provinzen (kor. 팔도 paldo; 팔 pal bedeutet ‚acht‘, 도 do bedeutet ‚Provinz‘) ist eine Bezeichnung für die 480 Jahre lang von 1413 bis 1895 gültige Verwaltungsgliederung des Königreichs Joseon, des heutigen Korea, in acht Provinzen. Die Grenzen der Provinzen folgten weitgehend natürlichen Gegebenheiten wie Bergketten oder Flussläufen und entsprachen so auch kulturellen und sprachlichen Grenzen. Der koreanische Begriff Paldo für die acht Provinzen ist so auch eine Metapher für Korea als Ganzes.

## Geschichte
Die Aufteilung erfolgte unter Taejong, dem 3. König der Joseon-Dynastie. Mit Ausnahme von Gyeonggi leitet jede Provinz ihren Namen von den Anfangssilben ihrer beiden wichtigsten Städte her.
Hendrik Hamel schreibt dazu in seiner Beschreibung des Königreichs Korea von 1668:

„Das Königreich, das wir unter dem Namen Korea kennen und das die Einheimischen Tiozencouk und bisweilen Caoli nennen, erstreckt sich vom 34. bis zum 44. Grad nördlicher Breite und misst Nord nach Süd ungefähr 380 und in der Breite, von Ost nach West, ungefähr 190 Meilen. Daher stellen es die Koreaner in der Form eines langen Vierecks dar, etwa wie eine Spielkarte. Dennoch weist es etliche Landspitzen auf, die weit ins Meer hinausragen. Es ist in acht Provinzen unterteilt. zählt 360 Städte und Gemeinden, ohne die Burgen und Festungen, die alle auf den Bergen liegen. Dieses Königreich ist sehr gefährlich und beschwerlich für Fremde.“

Im Jahr 1896 wurden fünf der bestehenden Provinzen weiter unterteilt, wodurch die bis 1945 bestehende Gliederung in dreizehn Provinzen entstand. Diese Provinzen bestehen weiterhin, nach 1945 wurden jedoch besondere Städte und Regionen aus den vorhandenen Provinzen ausgegliedert. Eine Provinz wurde durch die neue Grenze zwischen Nordkorea und Südkorea geteilt. In Nordkorea wurden durch Unterteilung bestehender Provinzen drei weitere Provinzen geschaffen, In Südkorea eine. Somit gibt es jetzt in Korea 18 Provinzen, jeweils 9 in Südkorea und in Nordkorea.

## Tabelle
Für die Transkription der heute in Südkorea liegenden Provinzen wird in der Tabelle wie in Wikipedia allgemein üblich die Revidierte Romanisierung verwendet, für die der heute in Nordkorea liegenden Provinzen McCune-Reischauer.
| Lage | Provinz     | Hangeul | Hanja   | Namensherkunft                                     | Provinzen 1896–1945                     | heutige Provinzen                                |
| ---- | ----------- | ------- | ------- | -------------------------------------------------- | --------------------------------------- | ------------------------------------------------ |
|      | Chungcheong | 충청도  | 忠清道  | Chungju, Cheongju                                  | • Chungcheongbuk-do • Chungcheongnam-do | • Chungcheongbuk-do • Chungcheongnam-do          |
|      | Gangwon     | 강원도  | 江原道  | Gangneung, Wonju                                   | • Gangwon-do                            | • Gangwon-do (Südkorea) • Kangwŏn-do (Nordkorea) |
|      | Gyeonggi    | 경기도  | 京畿道= | gyeong = Hauptstadt, gi = 500 Meilen um den Palast | • Gyeonggi-do                           | • Gyeonggi-do                                    |
|      | Gyeongsang  | 경상도  | 慶尙道  | Gyeongju, Sangju                                   | • Gyeongsangbuk-do • Gyeongsangnam-do   | • Gyeongsangbuk-do • Gyeongsangnam-do            |
|      | Hamgyŏng    | 함경도  | 咸鏡道  | Hamhŭng, Kyŏngsŏng                                 | • Hamgyŏng-pukto • Hamgyŏng-namdo       | • Hamgyŏng-pukto • Hamgyŏng-namdo • Ryanggang-do |
|      | Hwanghae    | 황해도  | 黃海道  | Hwangju, Haeju                                     | • Hwanghae-do                           | • Hwanghae-pukto • Hwanghae-namdo                |
|      | Jeolla      | 전라도  | 全羅道  | Jeonju, Naju                                       | • Jeollabuk-do • Jeollanam-do           | • Jeollabuk-do • Jeollanam-do • Jeju-do          |
|      | P'yŏngan    | 평안도  | 平安道  | Pjöngjang, Anju                                    | • P’yŏngan-pukto • P’yŏngan-namdo       | • P’yŏngan-pukto • P’yŏngan-namdo • Chagang-do   |